# Artemio Villanueva
Artemio Villanueva (9 de noviembre de 1945 - 2 de agosto de 2010) fue un exfutbolista paraguayo que se desempeñaba como Portero. Jugó quince partidos con la selección de Paraguay de 1966 a 1971, formando parte del equipo que jugó en el Campeonato Sudamericano de 1967.

## Biografía
Formado en las categorías inferiores del Cerro Porteño desde los 15 años, destacó en el Juventud de América de 1964 en Colombia con la selección paraguaya. A partir de ese momento, fue titular indiscutible en el equipo azulgrana hasta 1971, consiguiendo dos títulos de liga. Tras disputar la Libertadores de 1972 fue transferido al Independiente Santa Fe, de Bogotá, donde militó por dos temporadas, pasando por otras dos al Independiente Medellín y una más por el Bucaramanga. Se retiró en 1977 jugando un partido defendiendo la camiseta de Atlético Tembetary.
Después de retirarse como futbolista, fue columnista de deportes y autor de diferentes libros.
Murió el 2 de agosto de 2010 a causa de un infarto de corazón. El futbolista cayó en el baño y sufrió un fuerte golpe, produciéndose luego su muerte.

## La maldición de Villanueva
Una de las leyendas urbanas más extendidas en el fútbol colombiano es la conocida como "La maldición de Villanueva", que involucra a Artemio Villanueva y a su mujer, Liduvina. Después de una temporada discreta en 1973, el Independiente de Medellín decide rescindir su contrato al portero. Se dice que la mujer de Villanueva, conocida por su afición a la brujería, echó una maldición al equipo. "El Poderoso" estuvo casi 45 años sin conseguir el título de liga. 
El famoso periodista deportivo Wbeimar Muñoz narra un encuentro que tuvo con ella en el Hotel Excelsior de Asunción en 1997 donde afirmó que existía tal maldición y que exigía 50.000 dólares para deshacerla. La leyenda cuenta que poco después, un dirigente del equipo paisa viajó a Paraguay y se entrevistó con la señora de Villanueva para pedirle disculpas y ésta deshizo el conjuro.  El equipo antioqueño consiguió el título en 2002.

## Clubes
| Club                      | País     | Año       |
| ------------------------- | -------- | --------- |
| Alianza Lima              | Perú     | 1963      |
| Cerro Porteño             | Paraguay | 1964-1972 |
| Independiente de Medellín | Colombia | 1973-1974 |
| Deportes Quindío          | Colombia | 1975      |
| Atlético Bucaramanga      | Colombia | 1976      |
| Atlético Tembetary        | Colombia | 1977      |